# Ante Grgin (glazbenik)
Ante Grgin (Kaštel Novi, 1945.), hrvatski klarinetist i skladatelj. Karijeru je napravio u Srbiji.

## Životopis
Rodio se je 1945. godine. Za svoj izbor glazbeničke karijere ističe profesoricu solfeggia Zorku Perišić i profesoricu klavira u GŠ “Josip Hatze” u Splitu, Nadu Peričić. U Beogradu je studirao sviranje klarineta na Muzičkoj akademiji. Dugo je godina zatim bio prvi klarinetist Beogradske filharmonije. Od 1995. je profesorom klarineta na Fakultetu muzičke umjetnosti u Beogradu. Nastupao je kao solist u Hrvatskoj, BiH, Bjelorusiji, Crnoj Gori, Češkoj, Francuskoj, Italiji, Kini, Mađarskoj, Makedoniji, Rusiji, Sloveniji, Srbiji, Švicarskoj. Bio je čest član stručnog ocjenjivačkog suda na brojnim nacionalnim i međunarodnim natjecanjima. Osim kao svirač, poznat kao skladatelj glazbe za puhačka glazbala (klarinet, za jazz orkestar, za simfonijski orkestar). Skladao je još od studentskih dana. Djela mu sadrže elemente jazza, evergreena, popularne glazbe i klasike, po čemu su glazbeno srodna Gershwinu, Bernsteinu a osjećaju se utjecaji Mozarta ili Rossinija. Poznato mu je djelo Concertino za klarinet i orkestar.
Danas je u mirovini i najviše boravi u Kaštel Novom.

## Nagrade i priznanja
Na natjecanjima u Münchenu, Pragu i Ženevi osvojio je brojna priznanja. Udruženje glazbenih umjetnika Srbije dodijelilo mu je Nagradu za životno djelo.

## Vanjske poveznice
- (srp.) Ante Grgin Udruženje kompozitora Srbije